# Каралис, Дмитрий Николаевич
Дмитрий Каралис (род. 26 ноября 1949, Ленинград) — советский и российский писатель, прозаик, публицист, киносценарист, общественный деятель.

## Биография
Дмитрий Николаевич Каралис родился 26 ноября 1949 года в Ленинграде. Закончил Ленинградский институт водного транспорта в 1973 году, учился в аспирантуре. Работал электриком, радиомонтажником, старшим инженером, механиком в автопарке. С 1972 года публиковал фельетоны и рассказы в журналах и газетах — «Смена», «Вечерний Ленинград», «Ленинградская правда», «Экономическая газета», «Литературная Россия», «Известия», «Водный транспорт», «Октябрьская магистраль», «Правда Севера» и других. Первая повесть «Мы строили дом» напечатана в 1988 году в Москве тиражом 75 тысяч экз. В 1992 году Дмитрий Каралис был принят в Союз писателей Санкт-Петербурга по рекомендациям А. Житинского, В. Конецкого и В. Прохватилова.
Тогда же, в начале 1990-х годов Дмитрий Каралис возглавил петербургское отделение издательства «Текст».
В 1991—1992 годах в качестве вице-президента АО «Балтийский Путь» принимал участие вместе А. Житинским (президентом) и вице-президентами М. Глинкой, А. Бранским, В. Максимовым в организации и проведении Первого международного конгресса-круиза писателей стран Балтийского моря «Балтийские волны», который состоялся в феврале-марте 1992 года на теплоходе «Константин Симонов». В двухнедельном круизе приняли участие 400 писателей 9 стран Балтики (России, Эстонии, Латвии, Литвы, Польши, Германии, Дании, Швеции, Финляндии и Союз писателей Норвегии).
В 1997 году вместе с А. Житинским, Б. Стругацким и И. Штемлером учредил некомерческое партнерство Центр современной литературы и книги (ЦСЛК), заменившее писателям города сгоревший Дом писателей им. В. Маяковского. В качестве директора ЦСЛК проработал двенадцать лет — с 1997 по 2007 годы и в 2012—2013 годах. В 1999—2001 годах был главным редактором газеты «Литературный курьер», учрежденной ЦСЛК. С 2002 года сотрудничает с «Литературной газетой» (главный редактор Ю. Поляков). В 2008—2012-е годы Каралис вёл авторские колонки «Очевидец», был обозревателем газеты по Санкт-Петербургу и ответственным за выпуск спецпроекта «Невский проспект».
С 1997 г. по 2012 г. — Председатель Оргкомитета Международной премии в области фантастической литературы им. А. и Б. Стругацких — «АБС-премии», учреждённой на базе ЦСЛК. В 2012 снял с себя полномочия председателя в связи с кончиной Б. Стругацкого и последовавшей в связи с этим утратой «АБС-премии» ее первоначального статута. Свою позицию изложил в печати.
В 2006 году вышел документально-исторический фильм по сценарию Дмитрия Каралиса «Коридором бессмертия», рассказывающий о малоизвестной странице ленинградской блокады. В 2019 году по его же сценарию (в соавторстве с режиссером Федором Поповым) вышел полнометражный художественный фильм «Коридор бессмертия». В 2018 году — вышел документально-исторический фильм «Блокадная кровь» (автор сценария и продюсер), производство «Студия Стелла» и ЦСЛК. В 2021 году вышел документальный фильм «Даниил Гранин. Последнее интервью» (автор фильма — Д. Каралис).
В 2009—2011 гг. преподавал стилистику и вел прозаический семинар на курсах «Литератор» Института культурных программ при Правительстве С-Петербурга. В 2008 году создал при ЦСЛК Клуб молодых литераторов, существующий по сей день, вел творческий семинар прозаиков и мастер классы по писательскому мастерству. Участник Российского литературного собрания 2013 года. Отдельные произведения включены в школьные хрестоматии по литературе, переведены на болгарский и китайский языки. Радиопостановка по повествованию в рассказах «Чикагский блюз» звучит по «Радио России-Санкт-Петербург».

## Общественная позиция
В 2022 году подписал письмо в поддержку «борьбы России с нацизмом на Украине, в Европе и США».

## Произведения
1. Мы строим дом : повесть / предисл. Е. Кутузова. — Москва : Мол. гвардия, 1988. — 94 с. : ил.
2. Игра-по-крупному : роман / предисл. А. Житинского. — Ленинград : СП «СМАРТ», 1991. — 281 с. : ил.
3. Ненайденный клад : повести и рассказы / Санкт-Петербург : Текст, 1992. — 288 с. : ил.
4. Автопортрет : извлечения из дневников 1981—1992 гг. Санкт-Петербург : «Геликон Плюс», 1999. — 376 с. : ил.
5. Роман с героиней : [избр. проза] / Санкт-Петербург : Изд-во «Журнал „Нева“», 2003. — 320 с. : ил.
6. Самоваръ графа Толстого : повести и рассказы / предисл. И. Штемлера. — Санкт-Петербург : Изд-во «Жур
нал „Нева“», 2003. — 384 с. : ил.
7. В поисках утраченных предков : роман / Санкт-Петербург : «Геликон Плюс», 2004. — 256 с. : ил.
8. Феномен Крикушина : повести и рассказы / Санкт-Петербург : Петербург. писатель ; Азбука-классика, 2004. — 416 с. : ил. — (Серия «Проза Русского мира»).
9. Чикагский блюз : повествование в рассказах / худож. С. Лемехов. — Санкт-Петербург : «Геликон Плюс», 2004. — 216 с. : ил.
10. Записки ретроразведчика : [избр. проза] / предисл. Б. Стругацкого; худож. А. Карклина. — Санкт-Петербург : «Геликон Плюс», 2005. — 316 с. : ил.
11. Записки ретроразведчика : [избр. проза] / Москва : Северный паломник, 2005. — 313 с. : ил.
12. Чикагский блюз : [избр. проза] / послесл. М. Веллера; худож. С. Лемехов. — 2-е изд., доп. — Санкт-Петербург : «Геликон Плюс», 2010. — 228 с. : ил.
13. В поисках утраченных предков : [роман, повести] / предисловие Ю. Полякова; Москва : АСТ ; Астрель, 2011. — 600 с. : ил. — (Лучшая проза из Портфеля «ЛГ»).
14. «Очевидец, или Кто остался в дураках?» : статьи, фельетоны, эссе, авторские колонки / худож. С. Лемехов. — Санкт-Петербург : «Коло», 2011. — 464 с. : ил.
15. Петербургские хроники : роман-дневник. 1983—2010 гг. / Санкт-Петербург : Издательский дом «Коло», 2011. — 544 с. : ил.
16. Мы строим дом : избранные произведения / Предисловие Ю. Полякова; — Санкт-Петербург : НППЛ «Родные просторы», 2014. — 720 с.
17. Петербургский альбом: избранные сочинения/ Предисловие Ю. Полякова и Б. Стругацкого - М., Наша молодежь, 2022. С илл.- 496 с.
18. Литературная галерея. Классики, Наставники. Коллеги. Друзья / Предисловие А. Казина. - Санкт-Петербург: Санкт-Петербургская общественная организация "Союз писателей Санкт-Петербурга", 2023. - 204 с. + 24 с. илл.

ПУБЛИКАЦИИ ПРОЗЫ В КОЛЛЕКТИВНЫХ СБОРНИКАХ

17. Феномен Крикушина : [повесть] // Молодой Ленинград : сб. молодых прозаиков. — Ленинград : ЛО «Сов. писатель», 1988.
18. Случай с Евсюковым : [рассказ] // Точка опоры : повести и рассказы молодых ленингр. прозаиков. — Ленинград : Лениздат, 1989.
19. Летающий водопроводчик : [рассказ] // Мистификация : сб. фантастики; сост. А. И. Шалимов. — Ленинград : Лениздат, 1990. — С. 360—382.
20. Чикагский блюз : повествование в рассказах // Москва : Роман-газета, 2006. — (Роман-газета; № 24 [1534]).
21. Катер : [рассказ] // Рассказы ленинградских-петербургских писателей / сост., предисл. А. Г. Скокова. — Санкт-Петербург : Изд-во писателей «Дума», 2007.
22. Самовар графа Толстого : [рассказ] // Русская литература. 7 класс : учеб. пособие . Ч. 2. Москва : Дрофа, 2007. — (Литература XX века. Гимназия на дому).
23. Китайская картина. Чикагский блюз : [рассказы] // Московский год прозы / предисл. Ю. Полякова. — Москва : ОАО ИД «Лит. газ.», 2010.

ПУБЛИКАЦИИ ПРОЗЫ
В ПЕРИОДИЧЕСКИХ ИЗДАНИЯХ

24. Экзамен : [рассказ] / Сов. водник.- 1971. — 6 окт.
25. Божья помощь : [рассказ] / Наука и религия. — 1972. — № 8.
26. Наука предсказаний : [рассказ] / Наука и религия. — 1982. — № 12.
27. Двое : [рассказ] / Д. Н. Каралис / Гатчин. правда. — 1983. −15 окт.
28. Пропавший диплом : [рассказ] / Аврора. −1984. — № 7.
29. Арбузная история : [рассказ] / Нева. −2000. — № 11.
30. Роман с героиней : [повесть] / Звезда. −2001. — № 12.
31. Космонавт : рассказ из цикла «Близнецы» / Нева. — 2002. — № 5.
32. Кронштадтские пупки : [рассказ] / Мор. газ. — 2003. — 18 янв.
Тоже : Сев. Аврора. — 2005. — № 1; Лит. учёба. — 2006. — № 4; Лит. газ. — 2007. — 20-27 марта (№ 10). Аврора. — 2007. — № 6; Волго-Невский проспект. — 2009. — 25 дек.
33. Из варяг в греки : записки ретроразведчика : [повесть] / Нева. — 2003. — № 4.
34. Дача : [рассказ] / Неворусь. — 2003. — № 5.
35. Катер : [рассказ] / Лит. газ. — 2003. — 11-17 июня (№ 23-24).
Тоже : Аврора. — 2007. — № 6.
36. Самовар графа Толстого : [рассказ] / ПИТЕРbook плюс. — 2003. — Июнь-июль (№ 6-7).
Тоже : Аврора. — 2009. — № 2.
37. Дача. Борода. Аспирант : [рассказы] / Дон. — 2003. — № 7-8.
38. Записки ретроразведчика : [повесть] /Нева. — 2004. — № 6.
39. Монологи простодушного : [из дневников писателя] Октябрь. — 2005. — № 6.
40. Хроники смутного времени : [из дневников] / Нева. — 2006. — № 7.
41. Частная жизнь начала века : из дневников и путевых тетрадей. 2001—2004 годы : хроники / Нева. — 2007. — № 12.
42. Принцип реванша : из электронных дневников и рабочих тетрадей. 2004—2005 гг. / Нева. — 2008. — № 12.
43. Истребитель книг : [отр. из повести] / Лит. газ. — 2009. — № 47-48.
44. 2006 год : [из дневников] / Нева. — 2010. — № 12.
ЮМОРЕСКИ. МИНИАТЮРЫ. ФЕЛЬЕТОНЫ
В ПЕРИОДИЧЕСКИХ ИЗДАНИЯХ
45. Выигрыш : [юмореска] / Смена. — 1972. — 1 апр.
46. Шутник : [юмореска] / под псевд.: Б. Королёв] // Веч. Ленинград. — 1972. — 7 апр.
47. Шутка : [юмореска] /Сов. водник. — 1972. — 19 апр.
48. Штрафной : [юмореска] / Спорт. неделя Ленинграда. — 1972. — 4 авг.
49. Сел и поехал : [юморист. миниатюра] / Лен. правда. — 1972. — 26 авг.
50. Феденька : [миниатюра] / Веч. Ленинград. — 1972. — 22 сент.
51. Эрудитова должность : [ненауч. фантастика] /под псевд.: Архип Керогазов] // Сов. водник. — 1973. — 30 мая.
52. Эх, Кисточкин!.. : [юмореска] / Смена. — 1975. — 9 авг.
53. Глобально о проблемах : [юмореска] / Экон. газ. — 1981. -№ 8.
54. Лучший подарок. В рабочем порядке : [юморески] / Д. Н. Каралис [под псевд.: Д. Николаев] // Экон. газ. — 1981. № 10
55. Эксперимент : [юмореска] / Д. Н. Каралис // Экон. газ. — 1982. — № 2
56. Повезло : [юмореска] / Экон. газ. — 1982. — № 6.
57. Причём здесь Афонькин? : [юмореска] / Экон. газ. — 1982. — № 44.
58. Творческий подход : [юмореска] / Экон. газ. — 1982. — № 25.
59. Книголюб : [юморист. рассказик] / Веч. Ленинград. — 1982. — 16 июля.
60. Помощь : [юморист. миниатюра] / Смена. — 1982. — 4 дек.
61. Соревнование : [юморист. миниатюра] / Окт. магистраль. — 1983. — 28 янв.
62. Почему? : [юмореска] / Гатчин. правда. — 1983.- 29 янв.
63. День тяжёлый : [юмореска] / Д. Н. Каралис // Веч. Ленинград. — 1983. — 18 февр.
64. Досрочная сдача : [юмореска] / Д. Н. Каралис // Гатчин. правда. — 1983. — 8 марта.
65. Дипломатия : [юмореска] / Смена. — 1983. — 19 марта.
66. Цель: [юмореска] / Гатчин. правда. — 1983. — 26 марта.
67. Как мы станок делали : [юмореска] / Экон. газ. — 1983. — № 28.
68. Тонус : [юмореска] / Гатчин. правда. — 1983. — 16 июля.
69. Досрочная сдача : [юмореска] / Правда Севера. −1983. — 28 авг.
70. Шутка. Загадка : [юморески] / Д. Н. Каралис // Гатчин. правда. — 1983. — 17 сент.
71. Двое : [рассказик] / Гатчин. правда. — 1983. — 15 окт.
72. Картина : [юмореска] / Смена. — 1983. — 22 окт.
73. Динь-дзинь : [миниатюра] / Смена. — 1983. — 12 нояб.
74. Страхи творчества : [юмореска] / Гатчин. правда. — 1983. — 19 нояб.
75. Как поступить в театральный : [юмореска] / Гатчин. правда. — 1983. — 26 нояб.
76. Помощь : [миниатюра] / Знамя юности (Минск). — 1983. — 2 дек.
77. Должность : научная фикция : [юмореска] / Гатчин. правда. — 1984. — 1 янв.
78. Досрочно : [юмореска] / Гатчин. правда. — 1984. — 1 янв.
79. В конце квартала : [юмореска] / Рыбный Мурман. — 1984. — 20 янв.
80. Конкурс : [юмореска] / Смена. — 1984. — 28 апр.
81. Никогда не пишите жалоб : [юмореска] / Гатчин. правда. — 1984. — 21 июля.
82. Смерть негодяя : [юмореска] / Лит. Россия. — 1985. — 21 июня.
83. Самовар : [юмореска] / Ленингр. здравница (Зеленогорск). — 1984. — 9 окт.
84. Муки творчества : [юмореска] /Ленингр. здравница (Зеленогорск). — 1984. — 30 окт.
85. Сделка : [юмореска] / Гатчин. правда. — 1985. — 2 марта.
86. Записки книгоНЕлюба : вместо фельетона / Аврора. — 1985. — № 8.
87. «А вот этого я не понимаю…» : [фельетон] /Ленингр. литератор. — 1990. — 2 февр. (№ 3).
88. В России издали календарь разведчика-нелегала? : [фельетон] / Невское время. — 2007. — 15 февр.
89. Мало, мало в городе рекламы! : [фельетон] / под псевд.: Дмитрий Чернобуркин / Невское время. — 2007. — 12 дек.
90. Человек собаке не товарищ? : [фельетон] / под псевд.: Дмитрий Чернобуркин / Невское время. — 2007. — 28 дек.
91. Реклама пройдет быстро? : [фельетон] / под псевд.: Дмитрий Чернобуркин/ Невское время. — 2008. — 16 февр.
92. Наш асимметричный ответ независимости Косово : [фельетон] / Невское время. — 2008. — 7 марта.
93. Духовная литература эпохи глобализма : [фельетон] / под псевд.: Дмитрий Чернобуркин] // Невское время. — 2008. — 20 марта.
94. Русская народная релаксация : [фельетон] / под псевд.: Дмитрий Чернобуркин] // Невское время. — 2008. — 8 апр.
95. За грибками, до Ржаво-Металлической : [фельетон] / под псевд.: Дмитрий Чернобуркин] // Невское время. — 2008. — 21 мая.
96. Меняем газовый поток на Гольфстрим! : [фельетон] / под псевд.: Дмитрий Чернобуркин // Невское время. — 2008. — 1 июля.
97. Сомбреро на колёсах : [фельетон] / под псевд.: Дмитрий Чернобуркин] // Невское время. — 2008. — 11 июля.
98. Строительное прозрение : [фельетон] / под псевд.: Дмитрий Чернобуркин // Невское время. — 2008. — 18 июля.
99. И весь мир скажет: «Да, это Европа!» : [фельетон] / под псевд.: Дмитрий Чернобуркин // Невское время. — 2008. — 1 авг.
100. Антикризисный звездец : [фельетон] / под псевд.: Дмитрий Чернобуркин // Невское время. — 2009. — 24 янв.
101. Как я делал малый бизнес на большой нужде снежного человека : [фельетон] / под псевд.: Дмитрий Чернобуркин // Невское время. — 2009. — 11 июня.
102. Бомжи в Петербурге есть, коррупции — нет : [фельетон] / под псевд.: Дмитрий Чернобуркин // Невское время. — 2009. — 18 июня.
103. Чудаки и капуста : [фельетон] / под псевд.: Дмитрий Чернобуркин // Невское время. — 2009. — 16 июля.
104. Как надо разговаривать с чиновником : [фельетон] /под псевд: Дмитрий Чернобуркин // Невское время. — 2009. — 28 июля.
105. Меморандум дачного соседа : [фельетон] / под псевд.: Дмитрий Чернобуркин // Невское время. — 2009. — 4 авг.
106. Развернемся по полной! : [фельетон] / под псевд.: Дмитрий Чернобуркин // Невское время. — 2009. — 6 авг.
107. Заводная бамбурбия : [фельетон] / под псевд.: Дмитрий Чернобуркин // Невское время. — 2009. — 20 авг.
108. Государственный подход к собакам и пьяницам : [фельетон] / под псевд.: Дмитрий Чернобуркин // Невское время. — 2009. — 2 сент.
109. Секретный план модернизации : [фельетон] / под псевд.: Дмитрий Чернобуркин // Невское время. — 2010. — 7 июля.
110. Как один гражданин мокрое дело шил : [фельетон] / под псевд.: Дмитрий Чернобуркин // Невское время. — 2010. — 21 июля.
111. Тонкий подход : [фельетон] / под псевд.: Дмитрий Чернобуркин] // Невское время. — 2010. — 29 июля.
112. Вторая буква в слове «корова» и путевка в космос : [фельетон] / под псевд.: Дмитрий Чернобуркин // Невское время. — 2010. — 25 авг.
113. Горничные, коррупция и политика : [фельетон] / под псевд.: Дмитрий Чернобуркин // Невское время. — 2011. — 2 июня.
114. Мечта о не смешных и не голых : [фельетон] / под псевд.: Дмитрий Чернобуркин // Невское время. — 2011. — 16 июня.
115. Маленькие хитрости большой торговли : [фельетон] / под псевд.: Д. Чернобуркин // Невское время. — 2011. — 22 июня.
116. В культурный капитализм — вход свободный : [фельетон] / под псевд.: Дмитрий Чернобуркин // Невское время. — 2011. — 27 июля.

СТАТЬИ И ОЧЕРКИ
В СБОРНИКАХ И ПЕРИОДИЧЕСКИХ ИЗДАНИЯХ

117. Летний семестр в Венгрии : из записок нашего спецкора Д. Каралиса / Д. Н. Каралис // Сов. водник. — 1973. — 18 окт.
118. Суда идут по суше : [статья] / Смена. — 1974. — 12 сент.
119. Бензин из-под земли : об одной необычной истории времен Великой Отечественной войны : [статья] / Смена. — 1975. — 17 янв.
120. Часы с вариациями и варианты без часов : [о повести А. Житинского «Часы с вариантами»] : [статья] /Смена. — 1985. — 25 дек.
121. Легко ли быть писателем : [Колонка редактора] / Лит. курьер. — 1999. — Февр. (№ 1).
122. Что ждёт Россию в ближайшие сто лет : [статья] /Лит. курьер. — 2000. — Февр. (№ 1).
123. Каков садовник, такова и роза : [колонка редактора] / Лит. курьер. — 2000. — Март (№ 2).
124. Москва и Ленинград соревнуются : [колонка редактора] / Лит. курьер. — 2000. — Апр. (№ 3).
125. Если человек хочет жить : [статья] / Лит. курьер. — 2000. — Май (№ 5(10).
126. Родная душа : о Викторе Конецком : [Колонка редактора] /Лит. курьер. — 2000. — Июнь (№ 6).
127. Пессимизм как национальная идея : [Колонка редактора] / Лит. курьер. — 2000. — Нояб. (№ 9).
128. Литературный Бельмондо : [] : [Колонка редактора] / Лит. курьер. — 2001. — Янв. (№ 1).
129. Камыши в окне, или Формула Петербурга : [статья] / Час Пик (СПб). — 2001. — 24-30 окт. (№ 43).
130. «Небываемое бывает», или Морские виктории морской столицы : [статья] / Невское время. — 2002. — 19 янв.
131. Бастовать ли писателям? : [статья] / Лит. газ. — 2002. — 23-29 янв. (№ 2-3).
132. Кто у моря хозяин : [статья] / ж. Капитан. — 2002. — № 1.
133. «Незабываемое бывает», или Не забывай могил героев: [статья] / Наш следопыт. — 2002. — № 1 (095).
134. Ужин при свечах : [статья] / Невское время. — 2002. — 9 февр.
135. Взлетим над городом, друзья : [статья] / Невское время. — 2002. — 2 марта.
136. Любовь странная : [статья] / Невское время. — 2002. — 16 марта.
137. Памяти Виктора Конецкого : [статья] / Невское время. — 2002. — 2 апр.
138. Немного мата в холодной воде, или «Осторожно: ненормативная лексика»! : [статья]/ Лит. газ. — 2002. — 24-30 июля (№ 30).
139. Илье Штемлеру — 70! : [статья] / Лит. газ. — 2003. — 15-21 янв.
140. Съезд победителей завершен — катастрофа продолжается : [статья] / Лит. Россия. — 2003. — 23 марта.
141. Русский человек на перемене тысячелетий : [статья] / СПб. ведомости. — 2003. — 17 апр.
142. Кто похоронен на Марсовом поле? : [статья] /Лит. газ. — 2004. — 12-18 мая (№ 18).
143. Книга длиною в жизнь : к 75-летию Виктора Конецкого : [статья] // Лит. газ. — 2004. — 2—8 июня (№ 22).
144. Вот идет Виктор Викторович!.. : [статья] // Невское время. — 2004. — 8 июня.
145. Катком по извилинам : [статья] // Лит. газ. — 2004. — 15—21 сент. (№ 36).
146. В поисках утраченных предков : [статья] // Лит. газ. — 2004. — 3—9 нояб. (№ 44).
147. Кувалда в шкафу : [статья] // Невское время. — 2004. — 23 дек.
148. Герой нашего времени : [очерк] // Дорогой наш Капитан : книга о Викторе Конецком / авт.-сост. Т. В. Акулова ; Москва : Текст, 2004.
То же : Виктор Конецкий: Человек из морского пейзажа / авт.-сост. Т. В. Акулова ; Санкт-Петербург : ООО ИПЦ «Площадь искусств», 2014.
149. О, наши личные дела! : [статья] / Нева. — 2005. — № 3.
150. А зла как бы и нет : для покладистых простофиль: [статья] /Лит. газ. — 2005. — 18-24 мая (№ 20).
151. Так начиналась блокада : [статья] / Гудок. — 2005. — 8 сент.
152. «Коридор бессмертия» : [статья] / Лит. газ. — 2006. — 25-31 янв.
153. «Колоннисты» защищали Ленинград : [статья] / ж. Меценат. — 2006. — 1 февр. (№ 30).
154. А был ли «Сайгон»?.. : [статья]/ Невское время. — 2006. — 11 февр. — С. 9.
155. Суд над победителями : [статья]/ Лит. газ. — 2006. — 22—28 февр.
156. Грибной царь : [статья] / Нева. — 2006. — № 2.
157. Город на костях? : [статья] / Невское время. — 2006. — 18 марта.
158. Талантливый враг Советской власти : [статья] / Правда жизни. — 2006. — Март (№ 3).
159. Поганое болото или благодатный край? : [статья] /Невское время. — 2006. — 5 апр.
160. Хиханьки-хаханьки : [статья] / Лит. газ. — 2006. — 12—18 апр.
161. Словно мухи, тут и там бродят слухи по домам… : [статья] / Невское время. — 2006. — 20 апр.
162. Когда начнут пороть пионеров? : [статья] / Лит. газ. — 2006. — 5—16 мая (№ 18).
163. Чем бы отблагодарить наших олигархов? : [статья] / Невское время. — 2006. — 10 мая.
164. И никакой коррупции… : [статья] / Невское время. — 2006. — 16 мая.
165. О чём грустят ангелы? : [статья] /Лит. газ. — 2006. — 2—8 авг.
166. Кто остался в дураках? : [статья] / Лит. газ. — 2006. — 30 авг. — 5 сент. (№ 34—35).
167. «Ребята, на паровоз! Будем прорываться» : [отрывок из будущей книги] / Невское время. — 2006. — 8 сент.
168. Ирина Хакамада как кусок мыла? : [статья] / Небесный всадник. — 2006. — Сент.—окт. (№ 9—10).
169. Национальный герой? : [статья] / Лит. газ. — 2006. — 15—21 нояб. (№ 46).
170. Другой Булгаков : [статья] / Небесный всадник. — 2007. — Янв.—февр. (№ 12).
171. Гениальный, дерзкий и вдумчивый мальчишка : сегодня день рождения А. С. Пушкина : [статья] / Невское время. — 2007. — 6 июня.
172. Живая душа автора «Мертвых душ» : [статья] / Невское время. — 2007. — 14 июня.
173. Это не петербургский стиль : [статья] / Невское время. — 2007. — 21 июня.
174. Готовы ли мы к войне? : [статья] / Невское время. — 2007. — 22 июня.
175. Лучше изобретать, чем приобретать : [статья] / Невское время. — 2007. — 3 июля.
176. Зачем звонит «Колокол»? : [статья] / Невское время. — 2007. — 4 июля.
177. Всё это называлось реформами… : [статья] / Невское время. — 2007. — 2 авг.
178. У Дороги жизни был дублёр : [статья] / Невское время. — 2007. — 5 сент.
179. Делили поровну, а получилось, как всегда… : [статья] /Невское время. — 2007. — 22 сент.
180. Продукты из-за океана — это капкан : [статья] / Невское время. — 2007. — 14 нояб.
181. Разве мы хуже финнов? : [статья] / Невское время. — 2007. — 6 дек.
182. Легенды Петербурга : [заметки писателя] // Санкт-Петербург как явление русской культуры и российской государственности : сб. статей / Д. Н. Каралис [и др.]; сост. А. Л. Казин. — Санкт-Петербург, 2007.
183. Блистательный Петербург должен блистать равномерно : [статья] / [под псевд.: Дмитрий Чернобуркин] // Невское время. — 2008. — 1 марта.
184. Время Горького ещё не наступило : [статья] / Невское время. — 2008. — 28 марта.
185. Нехай будут! : [о современной «элите»] : [статья] /Лит. газ. — 2008. — 16-22 апр. (№ 16).
186. Очаровательный неформат : [статья] / Невское время. — 2008. — 17 апр.
187. Затрендим вас всех! : [статья] / Невское время. — 2008. — 4 мая. — С. 8.
188. Надо жить под свою музыку : [статья] / Невское время. — 2008. — 23 мая. — С. 7.
189. Забытая страница блокады? : [статья] / ж. Родина. — 2008. — № 5.
190. Несправедливость в законе : [статья] /Лит. газ. — 2008. — 23-29 июля (№ 30).
191. Нам есть о чём говорить с социалистами : [статья] / Невское время. — 2008. — 25 июля.
192. Бородатый козёл и мужчинки в колготках : [статья] / Невское время. — 2008. — 24 сент.
193. Явление Маркса : [авторская колонка] /Лит. газ. — 2008. — 12-18 нояб. (№ 46). (Очевидец).
194. Цветы зависти : цветы зависти на философском огороде А. Мелихова и Е. Черниковой : [статья] / Лит. газ. — 2008. — 26 нояб.-2 дек. (№ 48).
195. Угорелые : [авторская колонка] / Лит. газ. — 2008. — 10-16 дек. (№ 50). (Очевидец).
196. Наш недоношенный капитализм : [статья] / Невское время. — 2008. — 26 дек.
197. Былое и умы : [авторская колонка] / Лит. газ. — 2009. — 14-20 янв. (№ 1).
198. Припомните вкус молока : [о романе Юрия Полякова «Гипсовый трубач, или Конец фильма»] : [статья] / Невское время. — 2009. — 17 янв.
199. Бессмертие Ленинграда : к 65-й годовщине окончательного снятия фашистской блокады города-героя : [статья] / Лит. газ. — 2009. — 28 янв.-3 февр.
200. Потерянное интервью : Владимир Высоцкий. Никто пути пройденного у нас не отберёт : Виктор Конецкий : [очерки] / Аврора. — 2009. — № 2.
201. Кому пора менять профессию? :[авторская колонка] / Лит. газ. — 2009. — 25 февр.-3 марта (№ 8). (Очевидец).
202. Где вы, мастера культуры… : [авторская колонка] / Лит. газ. — 2009. — 18-24 марта (№ 11). — С. 2. — (Очевидец).
203. Будем жить без обольщений : [авторская колонка] / Лит. газ. — 2009. — 15-21 апр. (№ 16). (Очевидец).
204. Победа на ветру : [авторская колонка] / Лит. газ. — 2009. — 6-12 мая (№ 19-20). (Очевидец).
205. Не будем заблуждаться : [авторская колонка ] / Слово правды (Иваново). — 2009. — 13 мая.
206. Съезд разрушителей : [о съезде народных депутатов 1989 г.] : [авторская колонка] /Лит. газ. — 2009. — 10-16 июня (№ 24). (Очевидец).
207. Музей социализма и капитализма: [ авторская колонка] / Лит. газ. — 2009. — 8—14 июля (№ 28). (Очевидец).
208. Шапка-невидимка для русских : [о страхе упоминать слово «русский» в современной России] : [авторская колонка] / Лит. газ. — 2009. — 22—28 июля (№ 30). (Очевидец).
209. Жить на одну зарплату : [авторская колонка] / Лит. газ. — 2009. — 2—8 сент. (№ 35). (Очевидец).
210. Тунеядцы в законе : [авторская колонка] / Лит. газ. — 2009. — 30 сент. —7 окт. (№ 39—40). (Очевидец).
211. Время юристов? : [авторская колонка] / Лит. газ. — 2009. — 28 окт. — 3 нояб. (№ 44). (Очевидец).
212. Ходоки у олигархов : [авторская колонка] / Лит. газ. — 2009. — 9—15 дек. (№ 50). (Очевидец).
213. Вперед, к прошлому? : [авторская колонка] / Лит. газ. — 2010. — 27 янв. — 2 февр. (№ 2—3). (Очевидец).
214. Молодым куда у нас дорога? : [авторская колонка] / Лит. газ. — 2010. — 10—16 марта (№ 9). (Очевидец).
215. Достойные поминки? : [авторская колонка] / Лит. газ. — 2010. — 7—13 апр. (№ 13). (Очевидец).
216. Канонизация Гагарина — вопрос [статья] / Невское время. — 2010. — 14 апр.
217. Остановиться, оглянуться… : [к 65-летию со дня окончания Великой Отечественной войны] : [статья] / Голос Санкт-Петербурга. — 2010. — Апр. (№ 2).
218. Чтобы не было войны! : [авторская колонка] / Лит. газ. — 2010. — 5-11 мая (№ 18). (Очевидец).
219. Вспомним самбо : [авторская колонка] /Лит. газ. — 2010. — 2-8 июня (№ 22). (Очевидец).
220. Солома в волосах : [авторская колонка] / Лит. газ. — 2010. — 30 июня-6 июля (№ 26). (Очевидец).
221. Историю пишет народ : [статья] / Невское время. — 2010. — 1 июля.
222. Почему наши моряки должны бороться с не нашими пиратами? : [статья] / Невское время. — 2010. — 14 июля.
223. Россия — Германия. Победила дружба? : [статья] / Невское время.- 2010.- 23 июля.
224. Отдать должное русским : [авторская колонка] / Лит. газ. — 2010. — 28 июля −3 авг. (№ 30). (Очевидец).
225. Школа была проще, но обстоятельнее : [статья] / Невское время. — 2010. — 1 сент.
226. Целевая аудитория : [авторская колонка] / Лит. газ. — 2010. — 8-14 сент. (№ 35). (Очевидец).
227. Фарс несогласных и поправка номер шесть : [авторская колонка] / Лит. газ. — 2010. — 6-12 окт. (№ 39). (Очевидец).
228. Взрослые болезни левизны : [авторская колонка] / Лит. газ. — 2010. — 3-9 нояб. (№ 44). (Очевидец).
229. Беды и чудеса : [авторская колонка] / Лит. газ. — 2010. — 1-7 дек. (№ 49). (Очевидец).
230. Неправильный сигнал : [авторская колонка] / Лит. газ. — 2011. — 2-8 февр. (№ 4). (Очевидец).
231. Скажи пароль и приходи : [статья] / Невское время. — 2011. — 17 февр.
232. Противоречия правды : [статья] / Лит. газ. — 2011. — 16-22 марта (№ 9).
233. Не знаю, как, но знаю, что не так! : [авторская колонка] / Лит. газ. — 2011. — 30 марта-5 апр. (№ 11-12). (Очевидец).
234. Свобода падения [авторская колонка] / Лит. газ. — 2011. — 11-17 мая (№ 19). (Очевидец).
235. Кто кого кошмарит? : [об отмене ГОСТов на продукты питания] : [статья] / Д. Н. Каралис // Лит. газ. — 2011. — 15-21 июня (№ 24). — С. 2. — (Очевидец).
236. Свой — чужой? : [авторская колонка] / Лит. газ. — 2011. — 13-19 июля (№ 28). (Очевидец).
237. Ленинградцы и питерцы : [авторская колонка] / Лит. газ. — 2011. — 14-20 сент. (№ 36). (Очевидец).
238. Цена победы — победа! : к 70-летию начала блокады Ленинграда : [статья] / Д. Н. Каралис // Нева. — 2011. — № 9.
239. Человек-река : [о писателе Борисе Никольском] : [статья] / Д. Н. Каралис // Нева. — 2011. — № 10.
240. Нафталиновая политика : [авторская колонка] / Лит. газ. — 2011. — 7-13 дек. (№ 49). (Очевидец).
241. Право на истину : [Статья: теледневник писателя) / Лит. газ. — 2012. — 1-7 февр. (№ 4).
242. Кривовато зеркало : [авторская колонка] / Лит. газ. — 2012. — 20-26 июня (№ 25). (Очевидец).
243. Читайте, смейтесь, негодуйте! : [статья] / Невское время. — 2012. — 25 июля.
244. Надежда на молодых : [о журнале «Нева»] : [статья] / Лит. газ. — 2012. — 19-25 сент. (№ 37).
245. Фейковина : [авторская колонка] / Лит. газ. — 2012. −17-23 окт. (№ 41). (Очевидец).
246. Неизвестная страна, которой можно гордиться : [статья] / Лит. газ. — 2012. — 21-27 нояб. (№ 46-47).
247. Из писем к московскому другу — 2 : [о романе Юрия Полякова «Гипсовый трубач, или Конец фильма»] : [статья] / Нева. — 2012. — № 11. — С. 241—246.
248. Утешительный диагноз : [авторская колонка] / Лит. газ. — 2012. — 19-25 дек. (№ 51). (Очевидец).
249. За всё, что испытал : [о книге Даниила Гранина «Заговор»] : [статья] / Лит. газ. — 2013. — 20-26 февр. (№ 7).
250. Петербургский альбом : статьи / Аврора. — 2013. — № 2.
251. Гори, гори… : [к 80-летию Бориса Стругацкого] : [статья] / Лит. газ. — 2013. — 17-23 апр. (№ 16).
252. Волшебная лопата : [статья] / Лит. газ. — 2013. — 2-8 окт. (№ 39).
253. Не юбилейная речь. Из писем московскому другу : [к 60-летию Юрия Полякова]: [статья] / Нева. — 2014. — № 12. — С. 168—195.
254. 1. Блокадная кровь: Сценарий докум. фильма с элементами ист. реконструкции // Невский альм. 2016. № 6 (92).
255. Истории для кино. Дом с секретом. — Санкт-Петербургский Центр современной литературы и книги на Васильевском. — 2016. — 20 с. Тир. 500 экз.
256. Старик. Приключенческая мелодрама. Литературный сценарий 8-ми серийного сериала. — Санкт-Петербург: Центр современной литературы и книги на Васильевском.- 2020. — 400 с. Тир. 50 экз.
257. Петербургский альбом. Избранные сочинения. М.: Наша молодежь, 2022. С илл. — 496 с.
258. Блокадная кровь, или Завтра будет поздно. Литературный сценарий военно-приключенческого фильма. — Санкт-Петербург: Центр современной литературы и книги на Васильевском.- 2022. — - 118 с. Тир. 50 экз.
259. Литературная галерея. Классики. Наставники. Коллеги. Друзья. — Санкт-Петербург: Санкт-Петербургская общественная организация «Союз писателей Санкт-Петербурга», 2023. — 204 с. + 24 с. илл. Тир. 200 экз.
Некоторые произведения переизданы в расширенных и дополненных изданиях.

## Награды и премии
- Литературная премия имени Н. Гоголя (2004) за книгу «Роман с героиней».
- Лауреат Ялтинского Международного телекинофорума «Вместе» (2005) «За лучший сценарий» (документально-исторический фильм «Коридором бессмертия»).
- Всероссийская Литературная премия им. А. Невского (2006) за роман «В поисках утраченных предков».
- Международная премия «Литературной газеты» им. А. Дельвига (2009) за прозу и публицистику
- Общероссийская и международная Премия «Югра» за книги «Петербургские хроники» и «Очевидец, или Кто остался в дураках?» (2012)
- Медаль «В память 300-летия Санкт-Петербурга»,
- Памятная серебряная медаль «Сто лет Институту русской литературы РАН»
- Памятный знак в честь 10-летия РУБОПа МВД РФ
- В 2013 году одной из звёзд в созвездии Стрелец присвоено имя «Каралис»
- В 2019 году награждён медалью Д. С. Лихачёва «За вклад в культурно-историческое наследие».
- В 2019 году награждён Гран-при «Ялтинского международного телекинофорума „Вместе“» в номинации «За лучший сценарий» к художественному фильму «Коридор бессмертия».
- В 2024 году вынесена "Благодарность" Комитета по печати и взаимодействию со средствами массовой информации Правительства Санкт-Петербурга "За многолетний добросовестный труд, высокий профессионализм и большой вклад в развитие литературы Санкт-Петербурга" (Приказ Председателя комитета № 139 от 23.10. 2024 г.)